# Everybody Hates Me
«Everybody Hates Me» es una canción del dúo estadounidense de música electrónica The Chainsmokers. Fue producida por The Chainsmokers y Shaun Frank, con letra escrita por Emily Warren y la composición de la canción por Andrew Taggart. Fue lanzado a través de Disruptor Records y Columbia Records el 16 de marzo de 2018, como el tercer sencillo del segundo álbum de estudio del dúo, Sick Boy. Su video musical oficial recibió una nominación a Mejor Baile en los MTV Video Music Awards 2018.

## Contexto
El dúo estrenó la canción durante un show en vivo en Praga el 11 de febrero de 2018. Primero lanzaron un teaser de la canción el 13 de marzo de 2018, junto con una toma del video musical de la canción, que muestra al dúo parado frente a un automóvil que se está incendiando. La canción se anunció oficialmente al día siguiente, acompañada de la portada.

## Composición
Según Jon Wiederhorn de CBS Radio, "«Everybody Hates Me» es una pista de medio tiempo con inflexiones de hip-hop sobre estar consternado y desilusionado". Líricamente, la canción habla sobre la situación de ser autocrítico y famoso al mismo tiempo.

## Recepción crítica
Patrick Hosken de MTV News opinó que en la canción "Drew Taggart" deja de cantar para un resumen de sus inseguridades más íntimas al estilo de Drake ", y escribe que su voz "suena más cerca del prototipo de lloriqueo inspirado en el emo en las canciones de las bandas que creció admirando"., como Blink-182 y Panic! at the Disco ". Jon Wiederhorn de CBS Radio consideró que la canción era "otro ejemplo más de la mezcla pegadiza y repleta de ritmos de EDM y pop del grupo". Lauren O'Neill de Noisey ordenó la letra de la canción "de Chainsmokers-Ness", llamándola "una pista muy de Chainsmokers". Derrick Rossignol de Uproxx consideró la canción como "el tipo de pista pop EDM que esperamos de los Chainsmokers" y "una de las pistas más personales del dúo". Andy Cush de Spin escribió: "«Everybody Hates Me» tiene una gracia salvadora: una caída triunfal de EDM para rivalizar con ' Roses ', brindando exactamente el tipo de satisfacción sintética cubierta de azúcar que deliberadamente retuvieron en los quejumbrosos anteriores «Sick Boy» y «You Owe Me»"

## Listado de pistas
| Digital download |                      |          |  |
| N.º              | Título               | Duración |  |
| 18.              | «Everybody Hates Me» |          |  |

## Créditos
Créditos adaptados de Tidal .
- Andrew Taggart: producción, ingeniería discográfica, composición, letras, voz.
- Alex Pall: producción, ingeniería de grabación.
- Emily Warren - letra.
- Shaun Frank: producción, ingeniería de mezclas, programación.
- Chris Gehringer : maestro de ingeniería.

## Posición en listas

### Semanal
| Lista (2018)                                | Máxima posición |
| ------------------------------------------- | --------------- |
| Alemania (Offizielle Deutsche Charts)       | 75              |
| Australia (ARIA)                            | 50              |
| Australia Dance (ARIA)                      | 5               |
| Austria (Ö3 Austria Top 40)                 | 35              |
| Canadá (Canadian Hot 100)                   | 71              |
| Eslovaquia (Rádio Top 100)                  | 51              |
| Eslovaquia (Singles Digitál Top 100)        | 21              |
| Estados Unidos (Billboard Hot 100)          | 100             |
| Estados Unidos (Hot Dance/Electronic Songs) | 5               |
| Estados Unidos (Mainstream Top 40)          | 33              |
| Hong Kong (Metro Radio)                     | 3               |
| Hungría (Stream Top 40)                     | 13              |
| Irlanda (IRMA)                              | 78              |
| Italia (FIMI)                               | 96              |
| Japón (Japan Hot 100)                       | 97              |
| Noruega (VG-lista)                          | 33              |
| Polonia (Polish Airplay Top 100)            | 44              |
| Portugal (AFP)                              | 73              |
| Reino Unido (UK Singles Chart)              | 81              |
| República Checa (Rádio Top 100)             | 15              |
| República Checa (Singles Digitál Top 100)   | 15              |
| Suecia (Sverigetopplistan)                  | 32              |
| Suiza (Schweizer Hitparade)                 | 68              |

### Fin de Año
| Lista (2018)                                          | Posición |
| ----------------------------------------------------- | -------- |
| Estados Unidos (Hot Dance/Electronic Songs Billboard) | 37       |

## Historial de versiones
| Región         | Fecha               | Formato                      | Versión          | Etiqueta  | Ref.   |
| -------------- | ------------------- | ---------------------------- | ---------------- | --------- | ------ |
| Varios         | 16 de marzo de 2018 | Descarga digital             | Original         | Disruptor | [ 12 ] |
| Estados Unidos | 3 de abril de 2018  | Radio de éxito contemporáneo | Edición de Radio | Columbia  | [ 38 ] |
| Estados Unidos | 13 de abril de 2018 | Descarga digital             | EP de remezclas  | Disruptor |        |